# ريوتا سوزوكي
ريوتا سوزوكي (باليابانية: 鈴木 椋大) (10 فبراير 1994 في آيتشي في اليابان – )؛ هو لاعب كرة قدم ياباني سابق كان يلعب كحارس مرمى.

## وصلات خارجية
- ريوتا سوزوكي على موقع رابطة كرة القدم اليابانية للمحترفين (اليابانية)
- ريوتا سوزوكي على موقع قاعدة بيانات كرة القدم.إي يو (الإنجليزية)
- ريوتا سوزوكي على موقع Soccerway.com (الإنجليزية)
- ريوتا سوزوكي على موقع عالم كرة القدم.نت (الإنجليزية)
- ريوتا سوزوكي على موقع كووورة